# La travessa
La travessa es un programa de televisión catalán, disponible en la plataforma digital 3Cat, la plataforma de la televisión y radio públicas catalanas, la CCMA (Corporación Catalana de Medios Audiovisuales), algunos de sus episodios también fueron emitidos en directo por la televisión pública de Cataluña, TV3. El programa es del género de la telerrealidad de aventuras. Producido por la productora Aguacate & Calabaza films. Una idea original de Jorge Velasco y Núria Velasco y presentado por Laura Escanes y estrenado el 30 de octubre de 2023 en 3Cat, con motivo del estreno de esta nueva plataforma. El estreno por TV3 fue el 7 de junio de 2024.

## Dinámica
Durante quince días, ocho parejas de concursantes compiten yendo desde un punto a otro de Cataluña, atravesando los Pirineos catalanes en el caso de la primera temporada, la costa mediterránea catalana en la segunda y las Tierras de poniente en la tercera, esta última aún por estrenar. Los concursantes tendrán que recorrer de punta a punta el territorio establecido, cruzando cimas, bosques, barrancos o playas y enfrentándose a retos que pondrán al límite sus fuerzas. No conocen el recorrido de la etapa ni los retos que se encontrarán: cada mapa que vayan consiguiendo les llevará al siguiente, hasta el destino final, en una competición cronometrada donde los mejores lucharán por obtener beneficios y los peores, por no quedar eliminados. Solo dos parejas podrán llegar a la gran final para ganar el premio económico.
Hay dos tipos de etapas: 
- No eliminatorias, donde los dos equipos más rápidos, en acabar la etapa, se enfrentan entre ellos en una prueba de beneficio.
- Las eliminatorias, donde los dos equipos más lentos en la clasificación final de la etapa, se enfrentan entre ellos en la prueba de eliminación por abandonar el programa o quedar-se una etapa más.

Durante cada etapa también hay un punto de control en medio del recorrido donde las parejas se encuentran con la presentadora y se les presenta una prueba o dilema en los que pueden conseguir ventajas o desventajas para sí mismos o hacia el resto de equipos.

## Temporadas
| Temporada | Temporada               | Fechas                   | Fechas                  | Ganadores        | Audiencias             | Audiencias        |
| Temporada | Temporada               | Estreno                  | Final                   | Ganadores        | Reproducciones en 3Cat | Cuota de pantalla |
| --------- | ----------------------- | ------------------------ | ----------------------- | ---------------- | ---------------------- | ----------------- |
|           | Expedición Pirineos     | 30 de octubre de 2023    | 24 de noviembre de 2023 | Esterri y Clara  | 2 miliones             | -                 |
|           | Expedición Mediterráneo | 25 de septiembre de 2024 | 23 de octubre de 2024   | Tafalla y Cirera | 3,5 miliones           | -                 |
|           | Expedición Ponente      |                          |                         |                  |                        |                   |

## Concursantes

### Concursantes de la primera temporada (Expedición Pirineos)
| Equipo    | Relación           | Edad | Profesión                 | Posición final                    |
| --------- | ------------------ | ---- | ------------------------- | --------------------------------- |
| Esterri   | Expareja           | 27   | Emprenedor                | 2os eliminados / 1os clasificados |
| Clara     | Expareja           | 26   | Trabajadora ONG           | 2os eliminados / 1os clasificados |
| Carme     | Suegra y nuero     | 62   | Gestora cultural          | 3os eliminados / 2os clasificados |
| Xevi      | Suegra y nuero     | 39   | Tapicero                  | 3os eliminados / 2os clasificados |
| Sílvia    | Amigos de carreras | 31   | Tecnologa alimentária     | 3os clasificados                  |
| Alejandro | Amigos de carreras | 31   | Director de producto      | 3os clasificados                  |
| Quim      | Amigos de montaña  | 32   | Ambientologo              | 5os eliminados                    |
| Lluís     | Amigos de montaña  | 42   | Médico de cabecera        | 5os eliminados                    |
| Teresa    | Amigas de swing    | 51   | Fisioterapeuta            | 4as eliminadas                    |
| Piluca    | Amigas de swing    | 52   | Entrenadora               | 4as eliminadas                    |
| Mònica    | Hermanas           | 36   | Entrenadora de executivos | Abandono forzado                  |
| Marta     | Hermanas           | 38   | Directora de márqueting   | Abandono forzado                  |
| Oriol     | Pareja             | 45   | Médico intensivista       | Abandono voluntário               |
| Mireia    | Pareja             | 43   | Cirujana plástica         | Abandono voluntário               |
| Isidre    | Padre e hija       | 67   | Jubilado                  | 1os eliminadoa                    |
| Elisabet  | Padre e hija       | 40   | Fotógrafa                 | 1os eliminadoa                    |

### Concursantes de la segunda temporada (Expedición Mediterráneo)
| Equipo  | Relación      | Edad | Profesión                  | Posición                     |
| ------- | ------------- | ---- | -------------------------- | ---------------------------- |
| Tafalla | Amigos        | 33   | Responsable de cualidad    | 1os clasificados             |
| Cirera  | Amigos        | 25   | Emprenedor                 | 1os clasificados             |
| Mertxe  | Amigos        | 33   | Anestesista                | 2os clasificados             |
| Joan    | Amigos        | 32   | Cardiólogo                 | 2os clasificados             |
| Melci   | Hermanos      | 28   | Veterinario porcino        | 3os clasificados             |
| Júlia   | Hermanos      | 20   | Estudiante de medicina     | 3os clasificados             |
| Mireia  | Pareja        | 35   | Responsable de logística   | 9os eliminados               |
| Adams   | Pareja        | 32   | Coordinador deportivo      | 9os eliminados               |
| Marina  | Amigos        | 25   | Maestra                    | 1a eliminada / 8a eliminada  |
| Madi    | Amigos        | 27   | Granjero                   | 1r eliminado                 |
| Jordi   | Tío y sobrina | 51   | Mosso de esquadra          | 2do eliminado                |
| Carla   | Tío y sobrina | 30   | Maestra                    | 2da eliminada / 8a eliminada |
| Marta   | Pareja        | 30   | Gestora de residéncias     | 7as eliminadas               |
| Laura   | Pareja        | 32   | Enfermera                  | 7as eliminadas               |
| Jordi   | Amigos        | 23   | Ingeniero industrial       | 6os eliminados               |
| Ignasi  | Amigos        | 23   | Cocinero                   | 6os eliminados               |
| Clàudia | Amigas        | 21   | Estudiante                 | 5as eliminadas               |
| Mariona | Amigas        | 19   | Estudiante                 | 5as eliminadas               |
| Joan    | Amigos        | 66   | Carpintero                 | 4os eliminados               |
| Xavi    | Amigos        | 63   | Jubilado                   | 4os eliminados               |
| Clàudia | Hija y madre  | 28   | Controller                 | 3as eliminadas               |
| Marta   | Hija y madre  | 52   | Responsable de explotación | 3as eliminadas               |

## Resultados

### Primera temporada (Expedición Pirineos)
| Equipo    | Día 1 | Día 2 | Día 3 | Día 4 | Día 5 | Día 6 | Día 7 | Día 8 | Día 9               | Día 10 | Día 11 | Día 12 | Día 13           | Día 14 | Día 15 |  |
| --------- | ----- | ----- | ----- | ----- | ----- | ----- | ----- | ----- | ------------------- | ------ | ------ | ------ | ---------------- | ------ | ------ |  |
| Esterri   | 2os   | 2os   | 2os   | 6os   | 1os   |       |       |       | Retorno por repesca | 4o     | 1os    | 2os    | 2os              | 1os    | 1os    |  |
| Clara     | 2os   | 2os   | 2os   | 6os   | 1os   |       |       |       | Retorno por repesca | 1a     | 1os    | 2os    | 2os              | 1os    | 1os    |  |
| Carme     | 1os   | 5os   | 3os   | 2os   | 6os   | 1os   | 5os   |       | Retorno por repesca | 3os    | 2os    | 4os    | Etapa incompleta | 3os    | 2os    |  |
| Xevi      | 1os   | 5os   | 3os   | 2os   | 6os   | 1os   | 5os   |       | Retorno por repesca | 3os    | 2os    | 4os    | Etapa incompleta | 3os    | 2os    |  |
| Sílvia    | 5os   | 3os   | 5os   | 3os   | 3os   | 3os   | 2os   | 2os   | -                   | 2os    | 2os    | 1os    | 1os              | 2os    |        |  |
| Alejandro | 5os   | 3os   | 5os   | 3os   | 3os   | 3os   | 2os   | 2os   | -                   | 2os    | 2os    | 1os    | 1os              | 2os    |        |  |
| Quim      | 4os   | 1os   | 4os   | 4os   | 7os   | 2os   | 4os   | 3os   | -                   | 5os    | 5os    | 3os    | 3os              |        |        |  |
| Lluís     | 4os   | 1os   | 4os   | 4os   | 7os   | 2os   | 4os   | 3os   | -                   | 5os    | 5os    | 3os    | 3os              |        |        |  |
| Teresa    | 6as   | 8as   | 7as   | 1as   | 5as   | 4as   | 1as   | 4as   | -                   | 1a     | 4as    |        |                  |        |        |  |
| Piluca    | 6as   | 8as   | 7as   | 1as   | 5as   | 4as   | 1as   | 4as   | -                   | 4a     | 4as    |        |                  |        |        |  |
| Mònica    | 7as   | 4as   | 1as   | 7as   | 4as   | 5as   | 3as   | 1as   | Abandonamiento      |        |        |        |                  |        |        |  |
| Marta     | 7as   | 4as   | 1as   | 7as   | 4as   | 5as   | 3as   | 1as   | Abandonamiento      |        |        |        |                  |        |        |  |
| Oriol     | 8os   | 7os   | 6os   | 5os   | 2os   | 6os   | 6os   | 5os   | Abandonamiento      |        |        |        |                  |        |        |  |
| Mireia    | 8os   | 7os   | 6os   | 5os   | 2os   | 6os   | 6os   | 5os   | Abandonamiento      |        |        |        |                  |        |        |  |
| Isidre    | 3os   | 6os   | 8os   |       |       |       |       |       |                     |        |        |        |                  |        |        |  |
| Elisabet  | 3os   | 6os   | 8os   |       |       |       |       |       |                     |        |        |        |                  |        |        |  |

Leyenda:
     Ganan la prueba de beneficio
     Eliminación (perdedores en la prueba de eliminación)
     Ganadores de La Travessa
     2os clasificados de La Travessa
     3os clasificados de La Travessa
*A pesar de estar salvados, van directamente a la prueba de eliminación porque uno de los integrantes de la pareja no llega con la mochila asta el final de la etapa.

### Segunda temporada (Expedición Mediterráneo)
| Equipo  | Día 1 | Día 2 | Día 3 | Día 4 | Día 5 | Día 6 | Día 7 | Día 8 | Día 9 | Día 10 | Día 11 | Día 12 | Día 13 | Día 14  | Día 15 |
| ------- | ----- | ----- | ----- | ----- | ----- | ----- | ----- | ----- | ----- | ------ | ------ | ------ | ------ | ------- | ------ |
| Tafalla | 3os   | 4os   | 4os   | 1os   | 1os   | 3os   | 1os   | 1os   | 3os   | 2os    | 2os    | 2os    | 1os    | 3os/1os | 1os    |
| Cirera  | 3os   | 4os   | 4os   | 1os   | 1os   | 3os   | 1os   | 1os   | 3os   | 2os    | 2os    | 2os    | 1os    | 3os/1os | 1os    |
| Mertxe  | 1os   | 2os   | 2os   | 3os*  | 4os   | 1os   | 3os   | 3os   | 1os   | 1os    | 3os    | 3os*** | 2os    | 1os**** | 2os    |
| Joan    | 1os   | 2os   | 2os   | 3os*  | 4os   | 1os   | 3os   | 3os   | 1os   | 1os    | 3os    | 3os*** | 2os    | 1os**** | 2os    |
| Melci   | 2os   | 3os   | 3os   | 2os   | 3os   | 5os   | 4os   | 4os   | 2os   | 3os**  | 1os    | 1os    | 3os    | 2os     |        |
| Júlia   | 2os   | 3os   | 3os   | 2os   | 3os   | 5os   | 4os   | 4os   | 2os   | 3os**  | 1os    | 1os    | 3os    | 2os     |        |
| Mireia  | 4os   | 7os   | 7os   | 4os   | 7os   | 4os   | 2os   | 2os   | 4os   | 4os    | 4os    | 4os    |        |         |        |
| Adams   | 4os   | 7os   | 7os   | 4os   | 7os   | 4os   | 2os   | 2os   | 4os   | 4os    | 4os    | 4os    |        |         |        |
| Jordi   | 9os   |       |       |       |       |       |       |       |       |        |        |        |        |         |        |
| Carla1  | 9os   | 7as   | 6as   | 6as   | 5as   | 5as   |       |       |       |        |        |        |        |         |        |
| Marina1 | 11os  | 7as   | 6as   | 6as   | 5as   | 5as   |       |       |       |        |        |        |        |         |        |
| Madi    | 11os  |       |       |       |       |       |       |       |       |        |        |        |        |         |        |
| Marta   | 8as   | 5os   | 5as   | 7as   | 5as   | 2as   | 5as   | 5as   |       |        |        |        |        |         |        |
| Laura   | 8as   | 5os   | 5as   | 7as   | 5as   | 2as   | 5as   | 5as   |       |        |        |        |        |         |        |
| Jordi   | 5os   | 1os   | 1os   | 5os   | 2os   | 6os   |       |       |       |        |        |        |        |         |        |
| Ignasi  | 5os   | 1os   | 1os   | 5os   | 2os   | 6os   |       |       |       |        |        |        |        |         |        |
| Clàudia | 7as   | 6as   | 6as   | 6as   | 6as   |       |       |       |       |        |        |        |        |         |        |
| Mariona | 7as   | 6as   | 6as   | 6as   | 6as   |       |       |       |       |        |        |        |        |         |        |
| Joan    | 10os  | 8os   | 8os   | 8os   |       |       |       |       |       |        |        |        |        |         |        |
| Xavi    | 10os  | 8os   | 8os   | 8os   |       |       |       |       |       |        |        |        |        |         |        |
| Clàudia | 6as   | 9as   | 9as   |       |       |       |       |       |       |        |        |        |        |         |        |
| Marta   | 6as   | 9as   | 9as   |       |       |       |       |       |       |        |        |        |        |         |        |

Leyenda:
     Ganan la prueba de beneficio
     Prueba de eliminación
     Ganadores de La Travessa
     2os clasificados de La Travessa
     3os clasificados de La Travessa
* Son enviados a la prueba de eliminación directamente debido a ser los más votados en la prueba del punto de control.
** Son enviados a la prueba de eliminación debido a la prueba del punto de control.
*** Quedan últimos por abandonar la etapa.
**** Debido al beneficio del cripto se les intercambia la posición.
1 A l'inicio del 6o día se hace una prueba de repesca que es individual, formando-se una nueva pareja formada por Carla (primera ganadora de la prueba) i  Marina (segunda ganadora de la prueba).

## Recepción

### Audiencias televisivas

#### Audiencias de la primera temporada
| Episodio            | Fecha original de emisión | Fecha de emisión en TV3 | Espectadores   |
| ------------------- | ------------------------- | ----------------------- | -------------- |
| 1. La aventura      | 30 de octubre de 2023     | 7 de junio de 2024      | 104.000 (6,7%) |
| 2. La resistencia   | 30 de octubre de 2023     | 14 de junio de 2024     | 84.000 (5,6%)  |
| 3. La fuerza        | 30 de octubre de 2023     | 21 de junio de 2024     | (1,9%)         |
| 4. Los límites      | 10 de noviembre de 2023   |                         |                |
| 5. El instinto      | 10 de noviembre de 2023   |                         |                |
| 6. La supervivencia | 10 de noviembre de 2023   |                         |                |
| 7. La fe            | 17 de noviembre de 2023   |                         |                |
| 8. El destino       | 24 de noviembre de 2023   |                         |                |

#### Audiencias de la segunda temporada
| Episodio                                   | Fecha original de emisión |
| ------------------------------------------ | ------------------------- |
| 1. Los escogidos                           | 25 de septiembre de 2024  |
| 2. El secreto                              | 25 de septiembre de 2024  |
| 3. El sacrificio                           | 3 de octubre de 2024      |
| 4. La carga                                | 3 de octubre de 2024      |
| 5. Lo inesperado                           | 10 de octubre de 2024     |
| 6. El abismo                               | 10 de octubre de 2024     |
| 7. La traición                             | 17 de octubre de 2024     |
| 8. El duelo                                | 17 de octubre de 2024     |
| 9. La soledad                              | 24 de octubre de 2024     |
| 10. El destino                             | 24 de octubre de 2024     |
| 11. Las respuestas (Detrás de las cámaras) | 24 de octubre de 2024     |

### Audiencias digitales
El programa fue el espacio más visto de la nueva plataforma 3cat en sus primeros días de emisión.
La cadena informó el 18 de enero de 2024 que la primera temporada tuvo más de 1.500.000 reproducciones en la plataforma digital 3Cat. Otros datos dados sobre la repercusión del concurso en las redes sociales son las casi 10 millones de reproducciones en estas, de las que destacan los 5 millones de reproducciones en Instagram y los 4,4 millones en TiKToK.
En poco más de dos semanas y con seis capítulos estrenados, "La travessa: expedició Mediterrani" superaba las 568.000 reproducciones en la plataforma 3Cat. El estreno de los capítulos 5 y 6 ha llevado al programa a alcanzar su récord de audiencia diaria hasta la fecha, con más de 73.500 reproducciones.
En noviembre de 2024 las cifras hablan de más de 2 millones de visualizaciones de la 1a temporada y casi 2 millones más de la 2a temporada, a poco de llegar a los 4 millones de reproducciones totales en la plataforma digital.

## Secuela

### Segunda temporada (Expedición Mediterráneo)
En enero de 2024 se anunció la segunda temporada del formato y la apertura del proceso de selección para participar  además de que se modificaba el recorrido yendo desde el Cabo de Creus (final de la 1ª temporada) hasta el Delta del Ebro. El presupuesto de la 2a temporada también se incrementó hasta los 1.361.669€. y, por consiguiente, el premio final también aumentó hasta los 20.000 €.

### Tercera temporada (Expedición Ponente)
En noviembre de 2024 se anunció la tercera temporada del programa y la apertura del casting para participantes. El recorrido será de sur a norte de Cataluña por las tierras de poniente, yendo desde el Delta del Ebro (final de la 2ª temporada) hasta el Pirineo catalán. El cambio más significativo será que esta temporada se grabará, a diferencia de las demás, fuera de verano, buscando situaciones extremas de frío. 